# 翼鯷
翼鯷（学名：Pterengraulis atherinoides）為輻鰭魚綱鲱形目鳀科的其中一種，分布於中西及南大西洋區，從委內瑞拉至巴西的淡水水域，本魚吻短，約2/3眼徑，上頷圓鈍，胸鰭大，鰭條超過腹鰭基部，體側具一銀色寬條紋，體長可達30公分，棲息在河川，會進行洄游，可作為食用魚。

## 外部連結
- 翼鯷的圖片 （页面存档备份，存于）

## 擴展閱讀
維基物種上的相關：翼鯷